# Ricardo II (peça teatral)

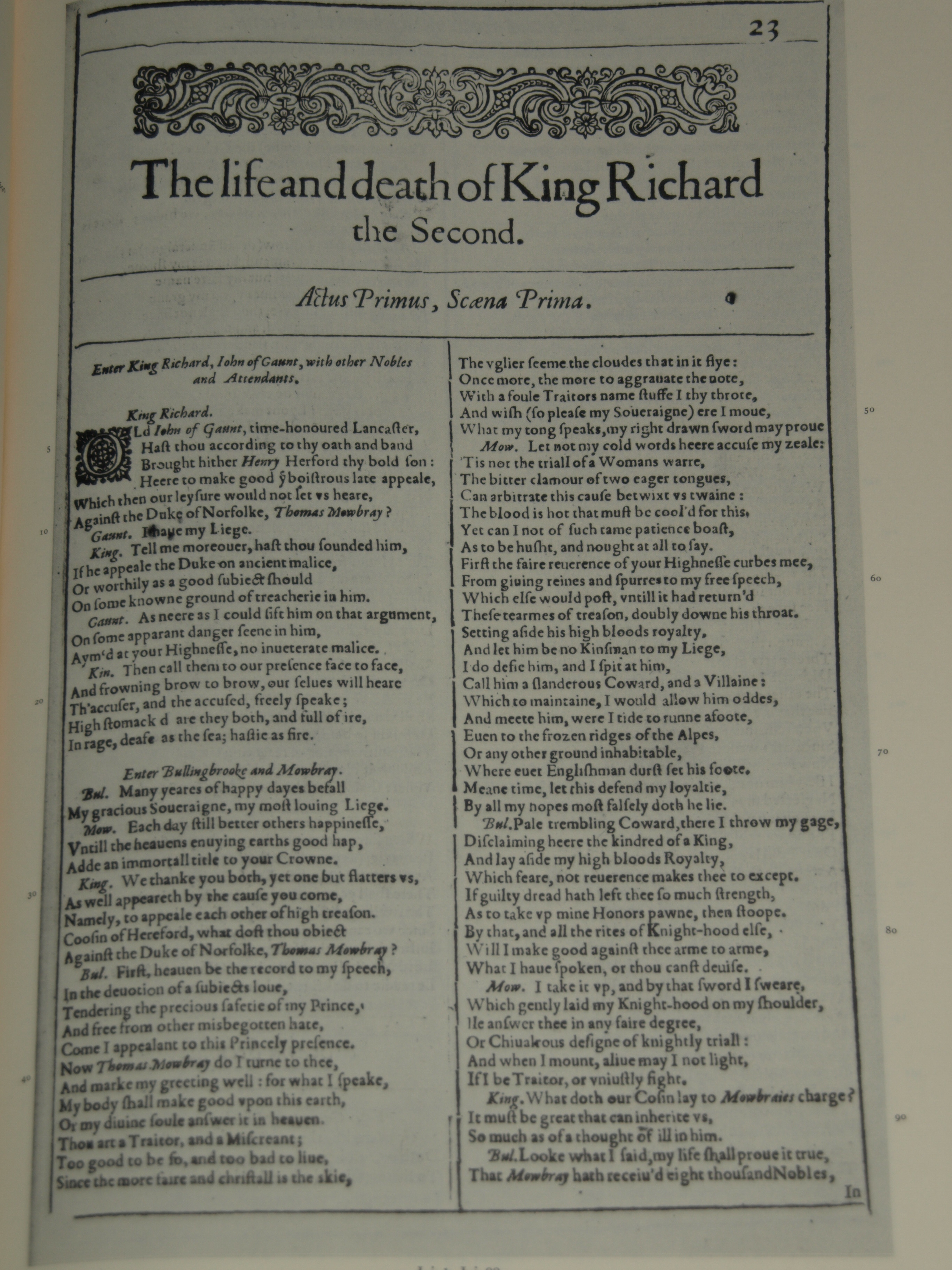

Ricardo II (no original, Richard II ) é uma peça de teatro de William Shakespeare, do gênero drama histórico. Acredita-se que tenha sido escrita aproximadamente em 1595. É baseada na vida do rei Ricardo II da Inglaterra e é a primeira parte de uma tetralogia, tendo sido seguida por três peças sobre os sucessores de Ricardo II: Henrique IV, Parte 1, Henrique IV, Parte 2 e Henrique V.